# Libertas ecclesiae
Libertas Ecclesiae (Llibertat de l'Església en llatí) va ser una butlla papal promulgada pel Papa Gregori VII el 1079. Establia que el Papat no s'havia de sotmetre a l'Imperi i al món laic. Si bé el papa no era elegit per l'imperi, la seva elecció estava subjecta, fins a 1058, a l'aprovació de l'Emperador. A partir de la promulgació de la butlla, l'elecció del Papa va estar reservada exclusivament a l'escola cardenalicia.